# Christophe Monniot
Pour les articles homonymes, voir Monniot.
Christophe Monniot est un saxophoniste de jazz né à Caen. Il est titulaire d'un premier prix à l'unanimité en Jazz et musiques improvisées du Conservatoire national supérieur de musique de Paris. Il a obtenu le premier prix de soliste au Concours national de jazz de la Défense.

## Biographie
Il commence par étudier la trompette, avant de préférer le saxophone, le tout au conservatoire de Caen, et obtient une maitrise en musicologie à l'université de Rouen. Il se fait remarquer au sein du groupe de Laurent Dehors, Tous Dehors, puis avec la création de la Campagnie des musiques à ouïr, trio musico-campagnard délirant avec ses comparses Rémi Sciuto et Denis Charolles. Ses impressionnantes qualités de soliste lui ont valu d'être appelé au sein des groupes de Stéphan Oliva, Daniel Humair, Patrice Caratini, ou du festif Sacre du tympan de Fred Pallem.
Christophe Monniot sera aussi appelé par Paolo Damiani à participer à l'aventure de l'ONJ de 2000 à 2002.
Ses saxophones de prédilection  sont l'alto, le baryton et dans une moindre mesure le sopranino.
Il ajoute à son côté iconoclaste en titrant ses morceaux de manière originale: Drame en baisse (jeu de mots sur Drum and bass), Rhétorique pour un barbare, La promenade du rat musqué, ou en déconstruisant complètement des standards comme Desafinado ou Muskrat Ramble.

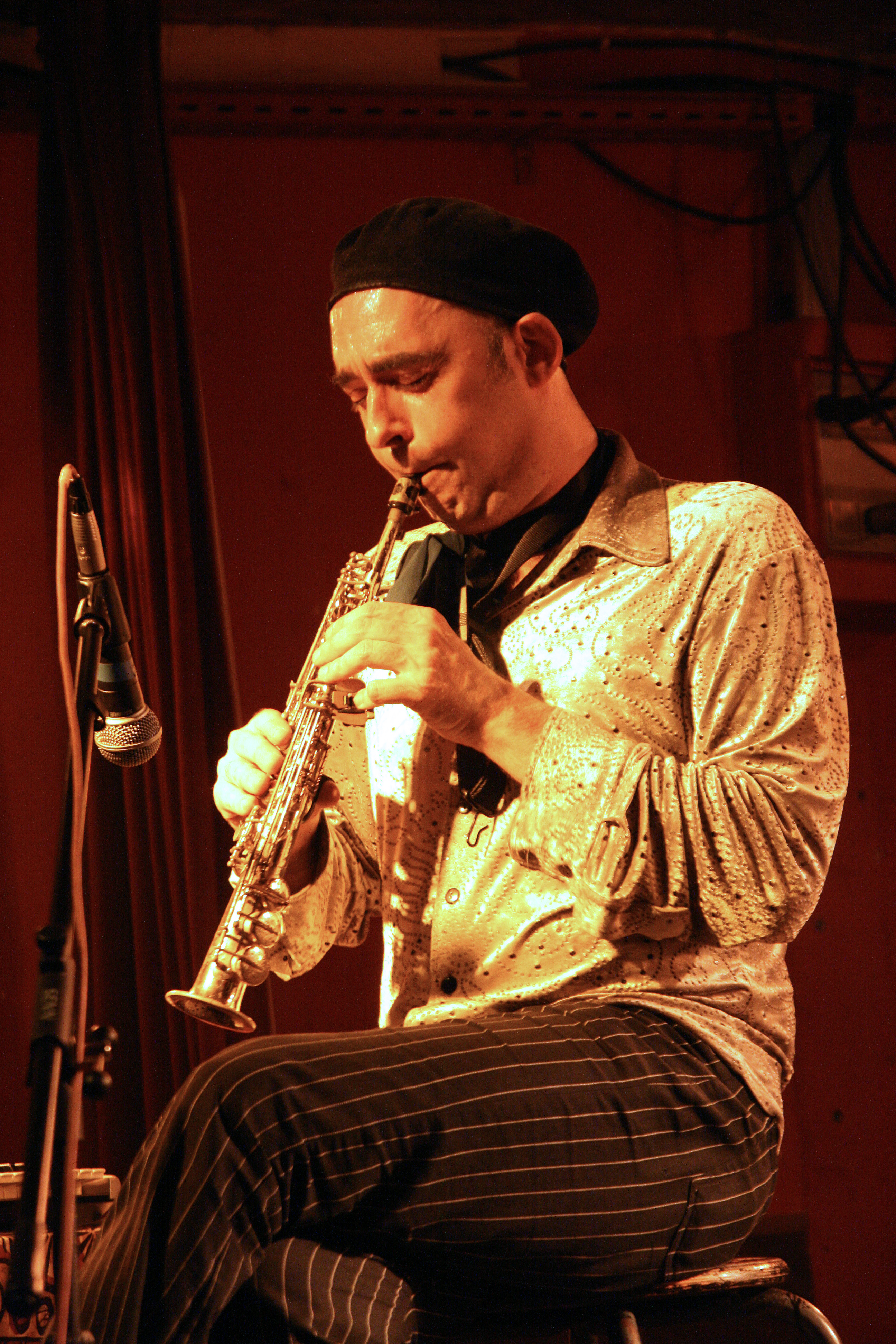
Christophe Monniot au saxophone sopranino, lors d'un concert à l'Olympic Café, novembre 2006.

Christophe Monniot n'a pas peur des projets originaux: il crée en 2001 à Coutances un spectacle solo sur Tino Rossi, revisité à sa manière. En 2007, il crée Vivaldi Universel, commande du Rhino Jazz Festival, pour réinterpréter les Quatre saisons de Vivaldi, à la lumière du changement climatique.
Martial Solal qualifiera cet album de : " réussite totale. Tout y est : invention, technique, originalité, folie, sérieux, paroles, musiques,(...).
Christophe Monniot et Emil Spanyi, claviériste reconnu, créent Ozone en 2006, afin de proposer une lecture très personnelle, résolument électrique et électronique, des standards du jazz (de Duke Ellington à Antonio Carlos Jobim). Leur premier CD a été salué par l’Académie Charles Cros. Leur second album est paru en Septembre 2010 chez BMC, label hongrois spécialisé dans les musiques improvisées européennes, et a été salué par la critique.
Christophe Monniot a également fait la preuve de son talent dans le domaine de l’écriture musicale, que ce soit pour grande formation comme le JPOA, ou pour des formules plus réduites (le trio Ozone ou Moniomania). Le saxophoniste-compositeur manifeste un goût prononcé pour les alliages sonores décapants ou inédits.
Compositeur reconnu, il fait partager son œuvre aux élèves des conservatoires dès 2005, en publiant « Duos pour 2 saxophones », paru en février 2005, cinq compositions emblématiques de son vaste répertoire : Valse pour Alex - Twist - L'une rousse - Mécanique Samovar - La bourrée des Mariés.
Avec Station Mir, nouveau projet, il explore toutes les facettes expressives d'un trio acoustique dont l'instrumentation renvoie autant à la musique de chambre qu'aux folklores imaginaires. Cette formule a été inaugurée à Grenoble en Avril 2010, avec l’accordéoniste Didier Ithursarry et l’altiste Guillaume Roy.
Reconnu dans les 3 meilleurs saxs de l'anneé 2024 selon Jazz Magazine!

## Discographie
- 2023 : Six Migrant Pieces[5] chez le Triton sorti en 24
- 2018 Christophe Monniot (composition), Sylvie Gasteau (livret) : Jericho Sinfonia[6]
- 2017 : Une Nouvelle Terre[7] en 2017 chez le Triton
- 2014 : Freestyles[8] Concert au le Triton
- 2012 Monniot, Ithursarry, Roy : Station MIR[9],[10]
- 2010 Ozone featuring Miklós Lukács : This Is C'est La Vie
- 2006 Monio Mania : 2
- 2006 Christophe Monniot & Emil Spanyi : Ozone SM
- 2005 La Campagnie des Musiques à Ouïr : La manivelle magyare
- 2004 La Campagnie des Musiques à Ouïr : Rendez-vous
- 2003 La Campagnie des Musiques à Ouïr : Ouïrons nous
- 2001 Monio Mania : Princesse fragile
- 1999 La Campagnie des Musiques à Ouïr

### Commesideman
- 2019 : Mythical River, Moutin Factory Quintet (Laborie Jazz)
- 2016 : Deep - Moutin Factory Quintet - Jazz Family
- 2013
  - Lucky people, Moutin Factory Quintet[11],[12]
  - Satierik Excentrik, François Raulin[13]
  - Is That Pop Music ?, David Chevallier featuring David Linx[14]
  - To be an Aphrodite or not to be, Marjolaine Reymond[15]
- 2012 Exubérance, Guillaume Roy Quartet
- 2011 Tribute to Marley, The Cool Runnings Orchestra
- 2010 Gesualdo Variations, David Chevallier
- 2009 Bonus Boom II, Daniel Humair
- 2008 Echoes of Spring, Stéphan Oliva / François Raullin
- 2007 O mago Hermeto, François Merville
- 2005 Eglogues 3, Issam Krimi Trio
- 2004 Pyromanes, David Chevallier
- 2003 Baby Boom, Daniel Humair
- 2002 Le Sacre du Tympan, Fred Pallem
- 2002 Sept variations sur Lennie Tristano, Stéphan Oliva
- 2002 Charméditerranéen, Orchestre national de jazz, ECM Records
- 2000 Darling Nellie Gray, Patrice Caratini Jazz Ensemble
- 1999 Estramadure
- 1998 Dentiste, Tous Dehors
- 1996 Dans la rue, Tous Dehors

## Musiques de film
- 2013
  - EDMOND, un portrait de Baudouin, Long métrage sur le dessinateur Edmond Baudoin réalisé par Laëtitia Carton[16], et financé sur Ulule[17].
  - Kamel Léon Gangster, Court métrage réalisé par Kim Camus, financé sur Kisskissbankbank[18].

## Radiophonie
- 2020 La peur des hommes, de Sylvie Gasteau, l'Expérience, France Culture, diffusion le 27 décembre 2020[19].
- 2014 Variations Martin Luther King around the dream, de Sylvie Gasteau, l'Atelier de la Création, France Culture, diffusion le 30 janvier 2014[20]. Award de bronze aux New York Radio Festivals 2015[21].